# 1174
| 1174               |
| ------------------ |
| Dødsfald - Fødsler |
| • Begivenheder     |

| Gregoriansk kalender | 1174 MCLXXIV            |
| Ab urbe condita      | 1927                    |
| Armensk kalender     | 623 ԹՎ ՈԻԳ              |
| Kinesiske kalender   | 3870 – 3871 癸巳 – 甲午 |
| Etiopisk kalender    | 1166 – 1167             |
| Jødisk kalender      | 4934 – 4935             |
| Hindukalendere       |                         |
| - Vikram Samvat      | 1229 – 1230             |
| - Shaka Samvat       | 1096 – 1097             |
| - Kali Yuga          | 4275 – 4276             |
| Iransk kalender      | 552 – 553               |
| Islamisk kalender    | 569 – 570               |

Konge i Danmark: Valdemar den Store enekonge fra 1157-1182
Se også 1174 (tal)

## Begivenheder
- 5. september - Katedralen i Canterbury ødelægges af brand